# Johann Karl Anton Haller
Johann Karl Anton Haller (* 29. März 1948 in München) ist ein deutscher Sprachwissenschaftler und Professor für Maschinelle Übersetzung an ebendiesem Lehrstuhl der Universität des Saarlandes (UdS).

## Leben
Johann Haller studierte ab 1969 Latein, Französisch, Spanisch und Linguistik in München und schloss sein Studium 1973 mit einem Staatsexamen ab. Anschließend arbeitete er als Forscher am Projekt CONDOR bei Siemens und nahm gleichzeitig sein Doktorstudium an der Universität Regensburg auf, welches er fünf Jahre später als Ph.D. vollendete.
1980 begann er seine Lehrtätigkeit als Dozent des DAAD an der Universität Brasília, wo er unter anderem Computerlinguistik sowie Deutsche Sprache und Kultur unterrichtete. In den darauffolgenden Jahren war er außerdem als Gastprofessor für Computerlinguistik an verschiedenen Universitäten in Südamerika (unter anderem in Rio de Janeiro und Mexiko-Stadt) sowie in Paris tätig. Zwischen 1985 und 1990 übernahm er noch dazu den Posten des geschäftsführenden Direktors bei EUROTRA-D, der deutschen Abteilung von EUROTRA, einem Projekt für Maschinelle Übersetzung.
Seit 1990 hat Haller eine Professur für Maschinelle Übersetzung an der UdS inne und ist gleichzeitig Leiter des Instituts für Angewandte Informationsforschung (IAI), wo er an diversen Forschungs- und Entwicklungsprojekten arbeitet. Außerdem war er lange Jahre als Evaluator für EU-Kommissionen, Universitäten und verschiedene Regierungen tätig und übernahm bis zum Jahr 2009 immer wieder Gastprofessuren in einigen Ländern Europas, Südamerikas und in Kanada.
Im Jahr 2008 setzte Haller sich an der UdS dafür ein, dass Studenten die von der Universität nicht benötigten Studiengebühren wieder zurückgezahlt werden.
Seit 2011 ist Johann Haller im Ruhestand, allerdings wurde ihm eine Sondergenehmigung ausgestellt, damit es ihm weiterhin möglich ist, an der UdS forschen und unterrichten zu können.

## Leistungen
Während seiner gesamten Laufbahn war Haller an der Forschung und Entwicklung einiger wichtiger Programme beteiligt. Hierzu gehören:
- die Duden-Rechtschreibprüfung Duden Korrektor
- die Brockhaus Enzyklopädie
- CLAT (Controlled Language Authoring Technology), ein Programm zur Qualitätssicherung in der Technischen Dokumentation
- AUTINDEX (Automatische Indexierung und Klassifizierung)

## Publikationen (Auswahl)
- CAT2 - Vom Forschungssystem zum präindustriellen Prototyp. S. 282–303. Sprachtechnologie: Methoden, Werkzeuge, Perspektiven. Sprache und Computer / Ed.: Ptz, Horst; Haller, Johann. Hildesheim, Georg Olms Verlag 1993. Heft 13
- MULTILINT - A technical documentation system with multilingual intelligence. ASLIB Proceedings 1996. London, ASLIB 1996
- Computerlinguistik und Computerphilologie - Kann der "einfältige Leser" dazulernen?. S. 54–63. Tagungsband Greifswald, 1998
- Modelle der Translation: Grundlagen für Methodik, Bewertung, Computermodellierung. S. 561. In: Saarbrücker Beiträge zur Sprach- und Translationswissenschaft. Frankfurt am Main u. a., Lang 1999
- Modelle der Translation: Grundlagen für Methodik, Bewertung, Computermodellierung. Frankfurt, Peter Lang Verlag 1999
- Sprachtechnologie für die Automobilindustrie. Weltgesellschaft - Weltverkehrssprache - Weltkultur / Ed.: Haller, Johann; Wilss, Wolfram. Tübingen, Stauffenburg Verlag 2000
- MULTIDOC - Authoring Aids for Multilingual Technical Documentation. S. 143–147. Proceedings of the First International Conference on Specialized Translation / Ed.: Haller, Johann; Chabs, J. Barcelona, 2001
- Training the Language Services Provider for the New Millennium. Proceedings of the III Encontros de Traduo de AsTra-FLUP. Faculdade de Letras, Universidade de Porto / Ed.: Haller, Johann; Maia, Belinda; Ulrych, Margherita. 2002
- A Hybrid Example-Bases Approach for Detecting Terminological Variants in Documents and Lists of Terms. S. 193–197. KONVENS / Ed.: Haller, Johann; Busemann, S. Saarbrücken, 2002